# Badisis ambulans
Badisis ambulans ist die einzige Art ihrer Gattung aus der Familie der Stelzenfliegen (Micropezidae). Sie ist ausschließlich in Südwest-Australien im Verbreitungsgebiet des Zwergkrugs (Cephalotus follicularis), einer fleischfressenden Pflanze zu finden, da ihre Larven sich in deren Fallen entwickeln.
Badisis ambulans hat weder Flügel noch Halteren, in ihrer Erscheinung ähnelt sie einer Ameise.
Ungeachtet ihrer zahlreichen apomorphen Merkmale weisen viele morphologische Eigenschaften auf eine enge Verwandtschaft mit der Gattung Metopochetus hin. Auch mit der in baltischem Bernstein gefundenen fossilen Stelzenfliege Electrobata tertiaria des Paläogen teilt sie einige Ähnlichkeiten, daher könnte sie sich als eine basale Art der Tribus Metopochetini erweisen.

## Merkmale
Badisis ambulans erreicht eine Körperlänge von 3,6 bis 5,6 mm, wobei etwa 1,5 mm auf den Thorax entfallen. Sie ist die einzige bekannte Art innerhalb der Stelzenfliegen mit vollständig reduzierten Flügeln und Halteren. Neben ihr ist nur eine weitere Art, Calycopteryx moseleyi, mit reduzierten Flügeln bekannt, die jedoch zumindest Rudimente aufweist. Ein ausgeprägter Geschlechtsdimorphismus fehlt, beide Geschlechter sind annähernd identisch, identifiziert werden können sie nur anhand mikroskopischer Untersuchungen der Hinterleibsspitze. Die Grundfärbung von Badisis ambulans ist gelb- bis dunkelbraun, wobei die Oberfläche teilweise glänzend und mehr oder weniger stark bereift ist. Der Kopf ist dorsal schwarzbraun, das Gesicht ist teilweise grau gezeichnet. Die Oberschenkel der Beine sind grauschwarz mit sandbraunen Ansätzen und Vorsprüngen. Auch die Unterschenkel der Vorderbeine sind grauschwarz, die Tarsen und die restlichen Beine sind sandgelb. Die ersten beiden Abdominalsegmente sind ebenfalls sandbraun, das dritte bis fünfte braunschwarz, und Teile des sechsten bis achten unterschiedlich braun.
Morphologisch unterscheidet die Art sich durch ihr ameisenähnliches Erscheinungsbild deutlich von anderen Stelzenfliegen, ist in der Statur allerdings deutlich weniger auffällig. Der Körper ist gedrungener und das Abdomen ist ähnlich wie bei Ameisen und Taillenwespen petiolat, das bedeutet, dass das erste Abdominalsegment mit den Thorax verschmolzen und das zweite Abdominalsegment stielförmig, ähnlich einer Wespentaille ausgebildet ist. Entsprechend ist Badisis ambulans eher mit einer Ameise als einer anderen Stelzenfliege verwechselbar. Da sie an ihren Fundorten gemeinsam mit Ameisen vorkommt, handelt es sich hierbei wahrscheinlich um eine Mimikry. Bei ihrer Erstbeschreibung wurde sie gemeinsam mit einer Art der Drüsenameisen (Dolichoderinae) gefunden, der sie sehr stark ähnelt und die als Iridomyrmex-Art identifiziert wurde.

### Kopf
Der Kopf von Badisis ambulans ist rundlich und deutlich breiter als der Thorax. Die Stirnregion ist deutlich sklerotisiert und der Hinterkopf besitzt eine deutliche Verdickung oberhalb des Nackens. Die Facettenaugen sind ebenso groß wie bei Metopochetus-Arten und damit ungewöhnlich für flügellose Zweiflügler, bei denen sie meist reduziert sind. Das erste Fühlerglied ist deutlich vorstehend, das zweite sehr kurz und das dritte länglich-oval ausgebildet. Auf jeder Seite der Stirn finden sich drei Borsten und eine Reihe von weiteren Borstenmerkmalen charakterisieren Art bzw. Gattung.
Ungewöhnlich für Stelzenfliegen, aber auch bei Metopochetus vorhanden, ist ein Knoten unterhalb der Postvertikalborsten. Das Prälabrum ist groß ausgebildet aber am unteren Rand nicht auffällig nach vorn gerichtet, Palpus und Rüssel sind nicht vergrößert.

### Thorax  und Beine
Der Metathorax besitzt ein sehr stark sklerotisiertes Dorsalsklerit, dass sattelartig geformt und für die Familie einzigartig ist. Das Pronotum ist sehr kurz ausgebildet, das Schildchen (Scutellum) ist relativ klein aber gut sichtbar. Wie bei den meisten anderen Eurybatinae gibt es keine Grube, die die längs des Mesoscutum verlaufenden Suturen an der Mittellinie des Mesothorax verbindet. Daneben ist auch am Thorax die Borstenanordnung art- bzw. gattungstypisch, wobei diese auf wenige Bereiche wie die Pleuren beschränkt sind.
Das mittlere und die hintere Beinpaar ist weniger verlängert und die Vorderbeine nicht soweit verkürzt wie bei anderen Stelzenfliegen. Die Beine sind kürzer als die der meisten Stelzenfliegen mit Ausnahme der Calypteryx-Arten. Dabei sind die Hinterbeine in allen Abschnitten länger als die mittleren. Die Coxae der Vorderbeine sind gestaucht und besitzen einen auffällig gezähnten Lappen am unteren Vorderende, ein Merkmal, dass nur bei Badisis und Metopochetus zu finden ist. Sie werden in Ruhehaltung eng an den Thorax gelegt. Die vorderen Tarsen ist fast so lang wie die Tibien, am Ende abgeflacht und mit kräftigen Krallen ausgestattet. Die Tarsen der anderen Beine sind deutlich schlanker und ebenfalls am Fußende abgeflacht. Die Tibia der mittleren Beine trägt arttypisch zwei Dornen an der Ventralseite.

### Abdomen

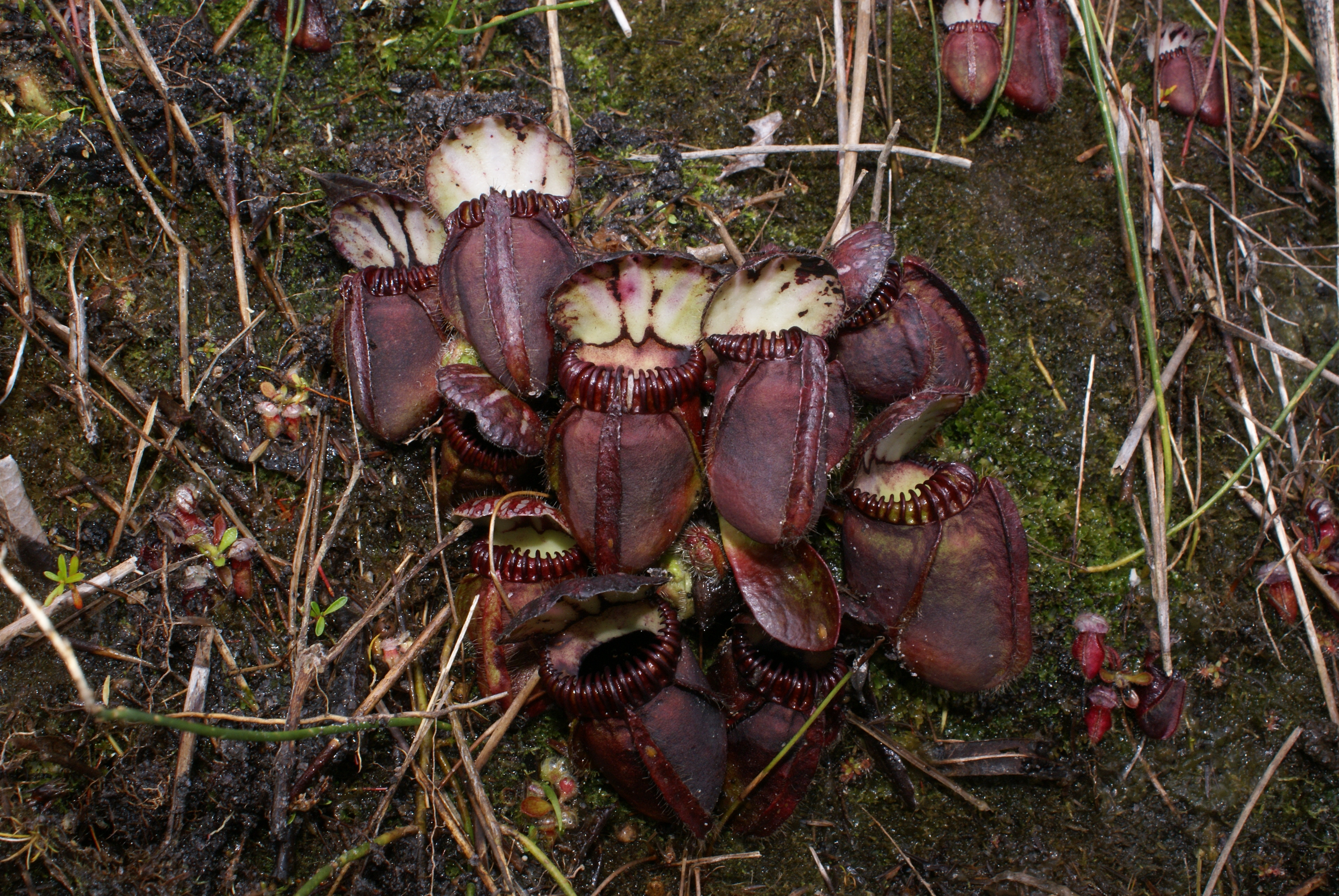
Fallenblätter des Zwergkrugs am Standort, Habitat der Larven

Der Petiolus des Abdomens stellt das auffälligste Eigenmerkmal der Art neben der vollständigen Flügellosigkeit dar. Er wird von den ersten beiden Segmenten des Abdomens gebildet, wobei das erste eine leichte Aufwölbung des Tergits aufweist. Bei den Männchen ist das Postabdomen charakteristisch: Das Sternit des fünften Postabdominalsegments ist tief gespalten und bildet zwei Lappen, von denen jeder zwei oder drei gestauchte Borsten an der Spitze besitzt. Diese Struktur ähnelt der fossilen Stelzenfliege Electrobata tertiaria sehr stark, wodurch eine Verwandtschaft mit dieser angenommen wird. Das sechste Sternit ist abgerundet dreieckig wie bei Metopochetus, aber wie bei den Eurybatini nicht seitlich abgeflacht und mit einem fast durchgängigen Kanal in der Mitte. Der Aedeagus besitzt einen langen und zweisegmentigen Distiphallus, der dem der Untergattung Crus der Metopochetus entspricht. Dagegen ist das ejakulatorische Sklerit von Badisis mit einem stabförmigen Auswuchs, der sich zur Spitze wie ein Pilz verbreitert, anders ausgebildet, als das aller bekannten Metopochetus-Arten. Die Weibchen besitzen die für Stelzenfliegen typischen postabdominalen Strukturen.

### Larvalmerkmale
Die Larven sind speziell an ihr Habitat, die Fallenblätter des Zwergkruges angepasst. Im dritten Larvenstadium (vermutlich auch in anderen) sind die hinteren Stigmen verschlossen.

## Verbreitung

Verbreitungsgebiet des Zwergkrugs (Cephalotus follicularis) und damit maximales Verbreitungsgebiet von Badisis ambulans

Das maximale Verbreitungsgebiet von Badisis ambulans beschränkt sich auf das Verbreitungsgebiet des Zwergkrugs (Cephalotus follicularis) in Südwest-Australien, in deren Krügen sich die Larven entwickeln. Die erwachsenen Tiere können auf den Blüten des Strauches Astartea fascicularis angetroffen werden. Der männliche Holotyp sowie 25 weitere männliche Exemplare (Paratypen) wurden nahe dem Warren River, 10 Kilometer südlich der Stadt Pemberton, gesammelt.

## Systematik
Badisis ambulans wurde 1990 von David McAlpine erstbeschrieben, der Gattungsname leitet sich vom griechischen βάδισις = „Gang“ ab und bezieht sich auf die laufende Lebensweise der Art.
Trotz der stark abgewandelten Form von B. ambulans teilt sie eine Reihe von anatomischen Merkmalen mit den Metopochetus-Arten, aufgrund derer sie in die nahe Verwandtschaft dieser Gattung gestellt wird. Gemeinsam mit ihnen bildet sie entsprechend die Tribus Metopochetini innerhalb der in Australien vorherrschenden Stelzfliegen-Unterfamilie Eurybatinae. Eine nähere Verwandtschaft mit Calycopteryx moseleyi als einzige Art, bei der die Flügel ebenfalls reduziert sind, wird dagegen ausgeschlossen. Auch eine Verwandtschaft mit der in Tansania verbreiteten Art Apterosepsis basilewskyi, deren Zuordnung unklar ist und die von McAlpine den Anthomyzidae zugeschlagen wurde, ist trotz der Ähnlichkeiten im Habitus ausgeschlossen.